# Poruka vedrine
Poruka vedrine službeno je glasilo Postulature službenice Božje Marice Stanković. 

## Povijest
Godine 2006. zagrebački nadbiskup kardinal Josip Bozanić je, nakon odobrenja Kongregacije za kauze svetaca, pokrenuo biskupijski postupak za proglašenje Marice Stanković blaženom i svetom. Prvi broj glasila postulature objavljen je 2008. godine u Zagrebu. Dosadašnji urednici bili su Milan Pušec i Vinko Mamić.

## Sadržaj
Glasnik u svojm rubrikama (Tragom života, Prijatelji i nasljedovatelji, Molitve, uslišanja, zahvale) donosi vijesti vezane za postupak beatifikacije, te priloge i svjedočanstva o životu i djelovanju Marice Stanković. Također donosi njene govore i tekstove, vijesti o hodočašćima i ostalim pobožnostima vezanim uz njeno štovanje, te svjedočenja onih koji su primili milosti po njenom zagovoru. Svaki broj donosi i molitvu za njen zagovor. 
U glasniku su objavljeni prilozi i svjedočanstva Marka Matića, Žarka Brzića, Josipa Arnerića, Bonaventure Dude, Borike Komaromi, Stelle Tamhine, Marije Maršić, Flavine Banfić, Mare Čović, Pavice Hep, Mire Preisler, Mirjane Žužić, Josipa Mrzljaka, Valtera Župana, Tomislava Šagi-Bunića, Mije Škvorca, Nevenke Šarin, Antuna Matasovića, Biserke Grabar, Ivana Kozelja, Daria Paviše i drugih.

## Vanjske poveznice
Mrežna mjesta
- Službenica Božja Marica Stanković  Arhivirana inačica izvorne stranice od 8. rujna 2021. (Wayback Machine), službeno mrežno mjesto, arhivirano 20. prosinca 2012.
- Kratki životopis i molitva za Maricu Stanković